# Jurij Borisovič Levitan
Jurij Borisovič Levitan (rusky Ю́рий Бори́сович Левита́н, 2. října 1914 Vladimir – 4. srpna 1983 Bessonovka) byl sovětský rozhlasový hlasatel.
Narodil se jako Judka Levitan v židovské rodině, jeho otec byl krejčí. Od dětství vynikal silným hlubokým hlasem. Po neúspěšném pokusu o hereckou kariéru se v roce 1932 stal zaměstnancem Radia Moskva. Josif Vissarionovič Stalin si Levitanův přednes oblíbil a nařídil, aby byly tomuto hlasateli svěřovány zásadní zprávy. Levitan tak oznámil v červnu 1941 zahájení Operace Barbarossa, byl hlavním hlasem sovětské propagandy za druhé světové války a informoval také o německé kapitulaci v roce 1945. Levitan četl do rozhlasu zprávu o Stalinově úmrtí i o prvním vesmírném letu Jurije Gagarina. Každoročně uváděl pořad Minuta ticha, připomínající oběti války. Namluvil také komentář k filmům Jeřábi táhnou a Vojáci svobody a k audiovizuálnímu průvodci památníkem Mamajova mohyla.
V roce 1974 mu byl udělen Řád Říjnové revoluce a v roce 1980 titul národní umělec SSSR. V jeho rodném městě mu byl odhalen pomník, jmenuje se po něm také několik ulic i letadlo Aeroflotu.